# La Torre d'en Besora
La Torre d'En Besora (Torre de Embesora in spagnolo) è un comune spagnolo situato nella comunità autonoma Valenciana.